# Psychotria dodoensis
Psychotria dodoensis är en måreväxtart som beskrevs av Kurt Krause. Psychotria dodoensis ingår i släktet Psychotria och familjen måreväxter. Inga underarter finns listade i Catalogue of Life.